# Kannengießerbrücke

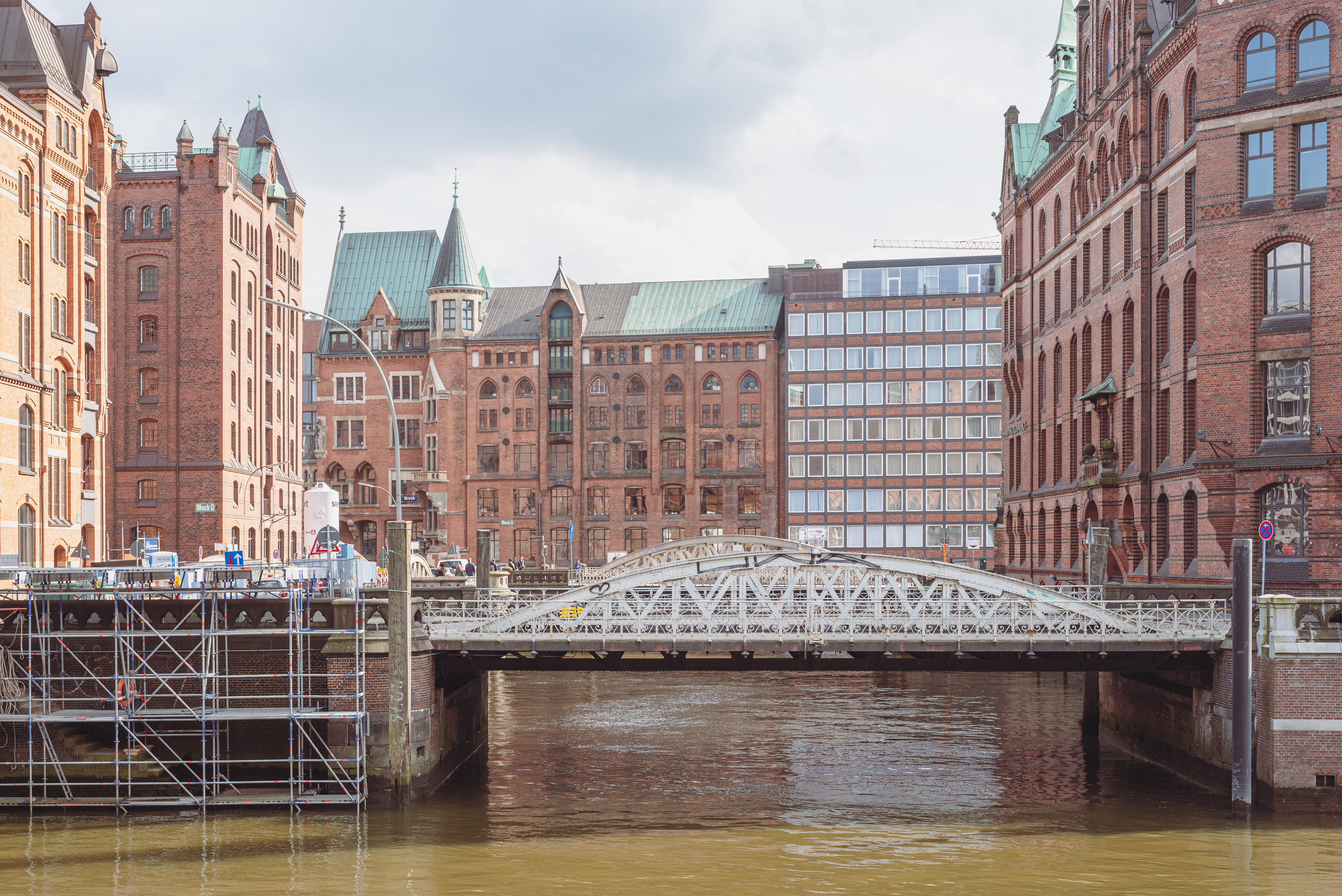
Kannengießerbrücke, dahinter die Pickhubenbrücke

Die Kannengießerbrücke ist eine Straßenbrücke im Hamburger Stadtteil Hafencity. Mit der im Jahr 1886 errichteten Brücke quert der Neue Wandrahm ein kleines Fleet, das den Zollkanal mit dem Wandrahmfleet verbindet.
Die Kannengießerbrücke ist eine Bogenbrücke mit abgehängter Fahrbahn. Wie die meisten Brücken der Speicherstadt handelt es sich bei der Kannengießerbrücke um eine stützenfreie Konstruktion. Maßgabe für den Brückenbau war eine ausreichende Durchfahrtshöhe und das Vermeiden von Behinderung der Schuten und Schlepper durch Mauerwerk oder Pfeiler.  In ihrer Konstruktion ähnelt die Kannengießerbrücke entsprechend der nahe gelegenen Pickhubenbrücke. 
Die Brücke ist benannt nach dem Straßennamen Kannengießerort, der sich seinerseits entweder von einem seit 1682 in der Gegend überlieferten Personennamen oder vom Handwerk des Kannengießers ableitet. Dieses metallverarbeitende Gewerbe war früher in diesem Gebiet ansässig. Die Brücke trägt die Bauwerksnummer 2425280 und wird vom Hamburger Landesbetrieb für Straßen, Brücken und Gewässer intern mit der Nummer 903 geführt.  